# Chrysolampus oblongiscutellum
Chrysolampus oblongiscutellum är en stekelart som först beskrevs av Girault 1922.  Chrysolampus oblongiscutellum ingår i släktet Chrysolampus och familjen gropglanssteklar. Inga underarter finns listade i Catalogue of Life.